# Russisch-belarussischer Energiestreit

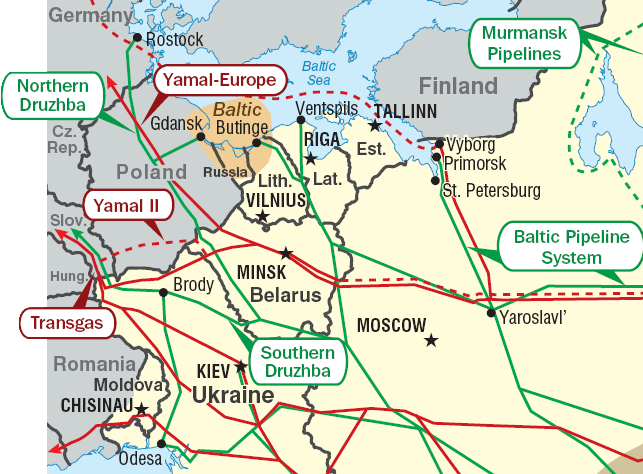
Pipelines in Osteuropa

Der russisch-belarussische Energiestreit ist der Konflikt zwischen Belarus und Russland um den Verkauf und den Transit russischer Energieträger. Er betrifft den damaligen Teilverkauf des Betreibers des belarussischen Pipeline-Netzes Beltransgaz an Gazprom und den Preis für russisches Erdgas. Anfang Januar 2007 entstand ein weiterer Konflikt über den Transit des russischen Erdöls nach Westeuropa, der in einem mehrtägigen Stopp des Öltransports via Belarus eskalierte. Deutschland ist neben anderen europäischen Staaten indirekt durch diesen Streit betroffen, da ca. 20 % des importierten Erdöls durch Belarus fließen. Bereits ein Jahr zuvor kam es zwischen Russland und der Ukraine zum Gasstreit.
Seit 2011 gehört Beltransgaz zur Gänze der russischen Gazprom.

## Energiepolitik: Konflikt um Erdgas
Im April 2002 hatten Russland und Belarus russische Gaslieferungen zu russischen Inlandspreisen vereinbart. Bedingung war die Bildung eines Joint-Ventures zwischen dem russischen Gasmonopolisten Gazprom und dem Betreiber des belarussischen Erdgasnetzes Beltransgaz. Dabei sollte Gazprom 50 Prozent an Beltransgaz kaufen. Über den Kaufpreis gab es jedoch keine Einigung. Belarus verlangte von Gazprom 2,5 Milliarden US-Dollar sowie einen Gaspreis von 75 Dollar, von dem 45 Dollar monetär und 30 Dollar durch Aktienübertragung auf mehrere Jahre hinaus finanziert werden sollen. Gazproms Angebot belief sich zunächst auf 200 US-Dollar für das Gas und 700 Millionen bis eine Milliarde für das 50-Prozent-Paket am belarussischen Erdgasversorger. Als keine Einigung zustande kam, reduzierte Gazprom seine Gaslieferungen stark. Am 18. Februar 2004 stellte Gazprom die Lieferungen ganz ein und warf Belarus vor, illegal für Westeuropa bestimmtes Gas zu entnehmen. Nach zehn Stunden wurde das Gas zwar wieder angestellt, doch waren in der EU ernste Besorgnisse entstanden. Um seinen Ruf als verlässlicher Handelspartner nicht zu gefährden, schloss Russland einen Kompromiss. Der Erdgaspreis wurde leicht erhöht, ebenso die Transittarife, die Beltransgaz für die Benutzung seines Pipeline-Netzes erhielt. Bei der Beteiligung an Beltransgaz kam Russland jedoch nicht weiter.
2006 betrug der Preis, zu dem Gazprom Erdgas nach Belarus geliefert hatte, 46 US-Dollar pro 1000 m³. Es handelte sich um einen stark ermäßigten Preis, der ca. 1/6 des in Westeuropa üblichen Preises betrug. Im Lauf des Jahres kündigte Gazprom an, den Preis für Belarus für das Jahr 2007 zu verdreifachen. Der Konzern begründete das mit der Notwendigkeit marktwirtschaftlicher Geschäftsbeziehungen. Der belarussische Präsident Aljaksandr Lukaschenka weigerte sich bis zuletzt, einer Anhebung zuzustimmen und drohte damit, das Gas notfalls aus den durch Belarus nach Westeuropa verlaufenden Pipelines abzuzapfen. Seine Forderung ging dahin, dass die Preise für Belarus auf dem Niveau der russischen Oblast Smolensk liegen sollen, was seinen Worten nach die Voraussetzung für eine weitere Integration der beiden Länder sei. Diese Integration hatte er jedoch in den letzten Jahren aus Angst vor persönlichem Machtverlust stark abgebremst.
Am 31. Dezember 2006, Minuten vor Ablauf des alten Liefervertrages, konnten beide Seiten folgende Einigung erzielen:
- Belarus kauft russisches Erdgas 2007 für 100 US-Dollar für 1000 Kubikmeter Gas.
- Gazprom kauft belarussische Aktien für den maximalen Preis, d. h. für 2,5 Milliarden.
- Eine schrittweise Preisanhebung zum westeuropäischen Preisniveau findet bis 2011 statt.
- Russland zahlt eine um 70 Prozent erhöhte Transitgebühr an Belarus: 1,45 US-Dollar für 1000 Kubikmeter Gas.
- Gazprom erhält 50 Prozent der Aktien von Beltransgaz für 2,5 Milliarden US-Dollar, die in vier Jahresraten zu zahlen sind.

Zwischen der Ukraine und Russland gab es im (besonders kalten) Winter 2009/2010 einen Streit: die Ukraine wollte massive Preiserhöhungen für russisches Gas nicht hinnehmen. Russland drosselte die Gaslieferungen so stark und so lange, dass es auch zu Lieferengpässen in Ländern der Europäischen Union kam. 2010 gewährte Russland der Ukraine einen deutlichen Rabatt für Gaslieferungen – im Gegenzug darf die russische Flotte länger im Schwarzen Meer kreuzen.
2010 eskalierten die Streitigkeiten zwischen Russland und Belarus erneut:
am 23. Juni 2010 drosselte Russland seine Lieferungen an Belarus weiter (um 60 %: täglich nur 18 Millionen Kubikmeter Gas statt 45, erklärte der Gazprom-Chef Alexej Miller). Minsk mache keine Anstalten, die geforderten Schulden in Höhe von 156 Millionen Euro zu bezahlen. Belarus wirft Gazprom vor, 211,7 Millionen Euro Schulden für Durchleitungsgebühren nicht beglichen zu haben.
Russland lehnte es zunächst ab, die beiden Summen miteinander zu verrechnen.

## Energiepolitik: Konflikt um Erdöl

### Hintergrund
Mitte der neunziger Jahre einigten sich beide Staaten im Rahmen einer angestrebten bilateralen Zollunion darauf, dass Russland keine Exportzölle auf sein nach Belarus exportiertes Rohöl erhebt und im Gegenzug die Exportzölle, die Belarus für daraus hergestellte und weiter exportierte Ölprodukte erhebt, zwischen beiden Staaten aufgeteilt werden. 1995 war ursprünglich vereinbart worden, dass Belarus 85 Prozent des Zolls, den es bei Ausfuhr in Drittländer erhebt, als Kompensation für den zollfreien Import aus Russland an Russland abtritt. Belarus kündigte jedoch diese Vereinbarung 2001 einseitig und behielt das Zollaufkommen vollständig für sich selbst. Im Folgenden vermied Belarus Konsultationen zu diesem schwelenden Problem. An den in den letzten Jahren stark angestiegenen Weltmarktpreisen verdiente Belarus besonders stark. Innerhalb von vier Jahren hatte sich seine Gewinnmarge fast verdreifacht.
Im Mai 2006 unterzeichnete Putin eine Verfügung zur Handels-, Wirtschafts- sowie Finanz- und Kreditpolitik gegenüber Belarus. Jegliche direkte oder indirekte Subventionierung der belarussischen Wirtschaft sei zu unterbinden. Als Belarus sich weiterhin weigerte, die Vereinbarungen der bilateralen Zollunion umzusetzen, führte Russland auf sein Rohöl einen Exportzoll von 180,7 $ pro Tonne ein.

### Einführung des Transitzolls
Aus der Unzufriedenheit über den abgeschlossenen Gasvertrag und als Antwort auf den ab Januar 2007 gültigen russischen Exportzoll kündigte am 4. Januar Belarus an, rückwirkend ab dem 1. Januar neben den Transitgebühren zusätzlich einen Transitzoll von 45 US-Dollar auf jede Tonne Öl zu erheben, das belarussisches Territorium passiert. Russland weigerte sich, diese Zollgebühr zu akzeptieren, und begründete dies damit, dass dies gegen die weltweite Praxis und gegen belarussisches Recht verstößt. Nach der weltweiten Praxis werden nur Güter mit Zoll belegt, die in einem Land produziert oder verbraucht werden.

### Blockade der Pipeline
Am 8. Januar erklärte der Konzernchef des russischen Pipelinebetreibers Transneft, Semjon Wainstock, dass illegale belarussische Entnahmen in der Höhe von 79.000 Tonnen Öl festgestellt wurden. Der belarussische Konzern Belneftechim hatte die Družba-Pipeline angezapft und für Westeuropa bestimmtes Öl entnommen. Die Regierung Lukaschenkas motivierte dies mit Schadensersatz für den nunmehr „illegal“ gewordenen russischen Transit, für den Russland sich weigerte, den neu eingeführten Transitzoll zu zahlen. Es blieb zunächst unklar, ob der am gleichen Tag aufgetretene Lieferstopp von der russischen oder von der belarussischen Seite initiiert wurde. Am darauffolgenden Tag bekannte die Transneft-Führung, dass sie die Öllieferungen vollständig eingestellt hatte. Sie begründete dies mit der Sinnlosigkeit des Transits, solange die Belarussen einen großen Teil des Öls entnähmen. Deutschland, Polen, Ungarn, Slowakei und Tschechische Republik erhielten kein Erdöl mehr durch diese Pipeline.
Der Lieferstopp verursachte zwar keine unmittelbaren Engpässe in Westeuropa, wurde von der EU aber als „inakzeptabel“ kritisiert.

### Lösung des Streits
Nach einem Telefonat zwischen Aljaksandr Lukaschenka und Wladimir Putin erklärte die belarussische Seite am 10. Januar, dass sie den umstrittenen Transitzoll für russisches Öl nach Europa zurücknimmt. Damit gab sie der Forderung Moskaus nach, wonach die Abschaffung der Transitgebühr als Bedingung für die Aufnahme von Verhandlungen galt. Das Einlenken geschah auf die russische Ankündigung hin, die Zollunion komplett aufzuheben und die bisherige Zollfreiheit für zahlreiche belarussische Waren, die nach Russland exportiert werden, zu beenden. Diese machen ca. 50 % des gesamten belarussischen Exportumfangs aus. Auch bemühte sich Belarus darum, 79.000 Tonnen entnommenes Öl zurück in die Pipeline einzuspeisen. Daraufhin nahm Russland die Lieferungen des Öls durch die Družba-Pipeline wieder auf.
In den darauf folgenden Verhandlungen wollte die belarussische Seite erreichen, dass Moskau zu seiner Sonderbehandlung von Belarus durch exportzollfreie Öllieferungen zurückkehrt. Im Gegenzug will Belarus alten Vereinbarungen über die Aufteilung seiner Ölproduktzölle nach Europa nunmehr real nachgehen.
Am 12. Januar einigten sich der russische Premierminister Michail Fradkow und sein belarussischer Kollege Sergei Sidorski auf einen Kompromiss. Russland erhebt einen Exportzoll auf jene Rohöllieferungen nach Belarus, die dort weiterverarbeitet und als Ölprodukte anschließend reexportiert werden. Die Höhe des Exportzolls richtet sich nach einem bestimmten Verrechnungsschema, dem die Zolleinkünfte von Belarus bei der Ausfuhr dieser Ölprodukte zugrunde liegen.

## Russlands weitergehende Unterstützung
Am 15. Januar unterstrich Wladimir Putin in einer Regierungssitzung, Russland unterstütze Belarus auch weiterhin, wenn auch im abnehmenden Maß. Allein im Jahr 2007 wird die russische Unterstützung durch ermäßigte Gaspreise immer noch 3,3 Milliarden US-Dollar und beim Erdöl insgesamt 2,5 Milliarden betragen. Das mache insgesamt 5,8 Milliarden US-Dollar, was ca. 41 % des belarussischen Staatsbudget gleichkommt. Diese Angaben berücksichtigen jedoch nur russische Zugeständnisse bei Preisen und Zöllen und beinhalten nicht die entgangenen Steuereinnahmen durch Unternehmensmigration ins privilegierte Belarus.
Im Jahr 2006 hatte die Subventionierung von Belarus noch ca. 7 Milliarden Dollar betragen.